# タルツォ
タルツォ（伊: Tarzo）は、イタリア共和国ヴェネト州トレヴィーゾ県にある、人口約4,200人の基礎自治体（コムーネ）。

## 地理

### 位置・広がり

#### 隣接コムーネ
隣接するコムーネは以下の通り。
- チゾーン・ディ・ヴァルマリーノ
- レフロントロ
- レヴィーネ・ラーゴ
- サン・ピエトロ・ディ・フェレット
- ヴィットーリオ・ヴェーネト

### 気候分類・地震分類
気候分類では、zona E, 2828 GGに分類される。
また、イタリアの地震リスク階級 (it) では、zona 1 (sismicità alta) に分類される。

## 行政

### 分離集落
タルツォには、以下の分離集落（フラツィオーネ）がある。
- Arfanta, Colmaggiore, Corbanese, Fratta, Nogarolo, Resera